# Deutsche Badmintonmeisterschaft 1982
Die Deutsche Badmintonmeisterschaft 1982 fand vom 5. bis zum 7. Februar 1982 in Braunschweig statt.

## Medaillengewinner
| Disziplin    | Gold                                                                | Silber                                                                    | Bronze                                                                 |
| ------------ | ------------------------------------------------------------------- | ------------------------------------------------------------------------- | ---------------------------------------------------------------------- |
| Herreneinzel | Uwe Scherpen (FC Langenfeld)                                        | Thomas Künstler (TV Mainz-Zahlbach)                                       | Rolf Rüsseler (SV Fortuna Regensburg)                                  |
| Herreneinzel | Uwe Scherpen (FC Langenfeld)                                        | Thomas Künstler (TV Mainz-Zahlbach)                                       | Karl-Heinz Zwiebler (1. BC Beuel)                                      |
| Dameneinzel  | Kirsten Schmieder (OSC 04 Rheinhausen)                              | Eva-Maria Kranz (1. BC Beuel)                                             | Brigitte Steden (TSV Glinde)                                           |
| Dameneinzel  | Kirsten Schmieder (OSC 04 Rheinhausen)                              | Eva-Maria Kranz (1. BC Beuel)                                             | Marie-Luise Schulta-Jansen (1. BV Mülheim)                             |
| Herrendoppel | Thomas Künstler (TV Mainz-Zahlbach) Stefan Frey (TV Mainz-Zahlbach) | Karl-Heinz Garbers (1. BV Mülheim) Gerhard Kucki (1. BV Mülheim)          | Rolf Heyer (OSC 04 Rheinhausen) Joachim Schulz (OSC 04 Rheinhausen)    |
| Herrendoppel | Thomas Künstler (TV Mainz-Zahlbach) Stefan Frey (TV Mainz-Zahlbach) | Karl-Heinz Garbers (1. BV Mülheim) Gerhard Kucki (1. BV Mülheim)          | Roland Maywald (1. BC Beuel) Karl-Heinz Zwiebler (1. BC Beuel)         |
| Damendoppel  | Brigitte Steden (TSV Glinde) Kirsten Schmieder (OSC 04 Rheinhausen) | Marieluise Wackerow (1. BC Beuel) Eva-Maria Kranz (1. BC Beuel)           | Gabriele Splett (1. DBC Bonn) Elke Weber (VfL Wolfsburg)               |
| Damendoppel  | Brigitte Steden (TSV Glinde) Kirsten Schmieder (OSC 04 Rheinhausen) | Marieluise Wackerow (1. BC Beuel) Eva-Maria Kranz (1. BC Beuel)           | Mechtild Hagemann (TV Mainz-Zahlbach) Gabi Simon (TV Mainz-Zahlbach)   |
| Mixed        | Harald Klauer (1. DBC Bonn) Ingrid Morsch (STC Blau-Weiß Solingen)  | Thomas Künstler (TV Mainz-Zahlbach) Mechtild Hagemann (TV Mainz-Zahlbach) | Olaf Rosenow (TV Mainz-Zahlbach) Brigitte Steden (TSV Glinde)          |
| Mixed        | Harald Klauer (1. DBC Bonn) Ingrid Morsch (STC Blau-Weiß Solingen)  | Thomas Künstler (TV Mainz-Zahlbach) Mechtild Hagemann (TV Mainz-Zahlbach) | Rolf Heyer (OSC 04 Rheinhausen) Kirsten Schmieder (OSC 04 Rheinhausen) |